# ريتشارد بي. سميث
ريتشارد بي. سميث (بالإنجليزية: Richard B. Smith)‏ هو سياسي أمريكي، ولد في 27 أغسطس 1878، وتوفي في 26 فبراير 1937. حزبياً، نشط في الحزب الجمهوري. وقد انتخب عضو جمعية ولاية نيويورك.